# بلغارکا (آق‌توبه)
بلغارکا (به قزاقی: Bolgarka) یک روستا در قزاقستان است که در شهرستان الگا واقع شده‌است. بلغارکا ۲۴۱ متر بالاتر از سطح دریا واقع شده‌است.